# Айтель Фрідріх Прусський
Принц Вільгельм Айтель Фрідріх Крістіан Карл Прусський (нім. Wilhelm Eitel Friedrich Christian Karl Prinz von Preußen; 7 липня 1883, Потсдам — 8 грудня 1942, вілла Інгенгайм, Потсдам) — другий син імператора Вільгельма II і імператриці Августи Вікторії, прусський генерал-майор (12 травня 1918).

## Біографія
Дитинство Айтеля пройшло в Плені, в «Будинку принців». У 1902 році побував в Італії, на острові Корфу, в Афінах і Єгипті, де серйозно захворів на кір. У 1904 році закінчив Боннський університет. Пізніше вирішив присвятити все своє життя військовій справі. Проходив службу в 1-му гвардійському піхотному полку. Дослужився до звання полковника (27 січня 1915).
З 1907 до 1926 роки — герренмайстер лицарського ордена іоаннітів — протестантського аналога ордена Мальтійських лицарів, на чолі якого традиційно стояв якийсь прусський принц. Автор військових маршів; один з них (Prinz Eitel Friedrich marsch) носить його ім'я.
У роки Першої світової війни командував спочатку гвардійським полком, потім 1-ї гвардійською піхотною бригадою, а у квітні 1915 року, після загибелі її командира, очолив 1-у гвардійську піхотну дивізію, якою командував до кінця війни. Поранений під Бапом. Влітку 1915 року разом зі своєю дивізією брав участь в бойових діях на Східному фронті. Тоді ж сприяв порятунку майбутнього німецького аса Манфреда фон Ріхтгофена, коли той на своєму літаку розбився — принц зауважив, що відбувається, і попрямував до місця події зі своїм штабом. Ріхтгофен і його пілот були врятовані. За спогадами сучасників, принц відрізнявся хоробрістю, особисто брав участь в боях. Альфред фон Тірпіц згадував про те, що імператор щодо військових питань часто прислухався до порад принца. Також, згадуючи про принца, Тірпіц називав його «хорошим і простим, як завжди». До кінця війни дослужився до генерал-майора, був відзначений безліччю високих державних нагород.
Після падіння монархії залишився в Німеччині. Сприяв виїзду своїх батьків в Нідерланди. У роки Веймарської республіки принц перебував в різних ветеранських організаціях, в тому числі «Сталевий шолом». Прихід Гітлера до влади не вітав. В останні роки принц повністю усунувся від суспільного і політичного життя. Помер 8 грудня 1942 року в віці 59 років у своєму потсдамському маєтку і за наказом Гітлера був похований тихо, без віддання військових почестей, в античному храмі в потсдамском парку Сан-Сусі.

## Сім'я
27 лютого 1906 року одружився з герцогинею Софією Шарлоттою Ольденбурзькою (1879—1964), дочкою Фрідріха Августа, великого герцога Ольденбурзького, з якою оселився в Потсдамській віллі Інгенгайм. Дітей у шлюбі не було, і подружжя розлучилося з цієї причини в 1926 році.

## Нагороди
- Столітня медаль
- Кавалер Великого хреста ордена Вюртемберзької корони (1899)
- Орден Святого Йоанна (Бранденбург), великий магістр (1907)
- Хрест Оливкової гори (24 грудня 1909) — засновник нагороди.
- Орден Чорного орла
- Кавалер Великого хреста ордена Червоного орла з короною
- Орден Корони (Пруссія) 1-го класу
- Орден дому Гогенцоллернів
  - Великий командор королівського ордена.
  - Почесний хрест 1-го класу князівського ордену з мечами.
- Залізний хрест 2-го і 1-го класу
- Лицар військового ордена Святого Генріха (20 березня 1915) (Саксонське королівство)
- Pour le Mérite з дубовим листям
  - Орден (22 березня 1915)
  - Дубове листя (15 травня 1915)
- Командор ордена Військових заслуг Карла Фрідріха (Велике герцогство Баденське)
- Лицар ордена Святого Губерта (Баварське королівство)
- Офіцерський хрест ордена «За заслуги» (Баварія) з мечами
- Хрест «За військові заслуги» (Брауншвейг)
- Кавалер Великого хреста ордена дому Саксен-Ернестіне з мечами
- Хрест «За заслуги у війні» (Саксен-Мейнінген)
- Ганзейський Хрест (Гамбург)
- Кавалер Великого хреста ордена Ведської корони з короною в руді (Велике герцогство Мекленбург-Стреліцьке)
- Хрест «За заслуги у війні» (Мекленбург-Стреліц) 1-го класу
- Кавалер Великого хреста ордена Заслуг герцога Петра-Фрідріха-Людвіга з золотою короною, ланцюгом і мечами (Велике герцогство Ольденбурзьке)
- Військовий Хрест Фрідріха-Августа (Ольденбург) 1-го класу
- Лицар ордена Рутової корони (Саксонське королівство)

### Іноземні нагороди
- Кавалер Великого хреста Королівського угорського ордена Святого Стефана (Австро-Угорщина) (1900)
- Почесний кавалер Великого хреста Королівського Вікторіанського ордена (Британська імперія) (1 липня 1904) — позбавлений нагороди в 1915 році.
- Орден Слона (Данія) (19 листопада 1906)
- Лицар Великого хреста ордена Нідерландського лева
- Кавалер Великого хреста ордена Святого Олафа з ланцюгом (Норвегія)
- Орден Слави (Османська імперія)
- Орден «Османіє» 1-го класу з діамантами (Османська імперія)
- Кавалер Великого хреста ордена Вежі й Меча (Португалія)
- Кавалер Великого хреста ордена Лева і Сонця (Іран)
- Орден Подвійного дракона 1-го ступеня, 2-й клас (Імперія Цін)
- Орден Андрія Первозванного (Російська імперія) (31 грудня 1910)
- Орден Святого Олекснадра Невського (Російська імперія) (31 грудня 1910)
- Кавалер Великого хреста ордена Корони Румунії
- Лицар ордена Королівського дому Чакрі (Сіам)
- Кавалер Великого хреста ордена Корони Сіаму
- Почесний хрест ветерана війни з мечами

## Вшанування
На честь принца був названий один з великих пароплавів HAPAG — Prinz Eitel Friedrich, в роки Першої світової війни використовувався Німеччиною як допоміжний крейсер і згодом став одним з відомих морських рейдерів.